# Ты — мне, я — тебе
«Ты — мне, я — тебе́» — советская кинокомедия с Леонидом Куравлёвым в главной роли, снятая Александром Серым в 1976 году. Вышла на экраны 18 июля 1977 года в период проведения X Московского международного кинофестиваля.

## Сюжет
Иван — столичный банщик с внушительным списком клиентуры из «нужных людей», имеющих доступ к «дефициту». Он живёт под девизом «Ты — мне, я — тебе» и ведёт роскошную по советским меркам жизнь: имеет «Жигули», ездит за границу, вращается в элитных кругах. Ему кажется вполне приемлемым пользоваться своим положением ради хотя бы какой-нибудь собственной выгоды. Все его знакомые разделяют его взгляды и постоянно приходят к нему в баню или в гости с подарками, которые обычным людям достать невозможно. Разумеется, Иван за это делает что-то для них взамен.
Его брат-близнец Сергей — простой провинциальный инспектор Рыбнадзора, отличающийся особой честностью. Он не даёт спуску браконьерам, но однажды оказывается в больнице во время нереста осетра и потому, довольно удивительным способом вызвав Ивана, просит временно заменить его, чтобы браконьеры не заметили его отсутствия и не воспользовались этим. Иван на новом для себя месте начинает действовать по своему привычному принципу «рука руку моет», а также заводит новых «друзей», из-за чего оказывается перед лицом катастрофических последствий своего попустительства. Местный завод продолжает выбрасывать в реку промышленные отходы, что вместе с усилиями браконьеров приводит к массовому мору осетра. Параллельной юмористической сюжетной линией проходит работа селекционера Влюбчивого по выведению новой породы рыбы — «супер-офтальмуса», которая абсолютно не боится загрязнения окружающей среды. Давнишняя возлюбленная Ивана, Катя, вновь начинает общаться с ним, но держит его на расстоянии, зная о его жизненных взглядах.
Браконьеры втираются в доверие к Ивану, в том числе солгав, будто они спасли ему жизнь, когда он получил несколько травм на озере и частично потерял память. Из-за этого он принимает их за добропорядочных граждан, не зная об их истинных намерениях, хотя по-настоящему добропорядочные местные жители неоднократно предупреждают его о том, что этим людям доверять нельзя. Иван их не слушает, но, когда он выпивает с одним из браконьеров, к нему приходит Катя и силой уводит посмотреть на то, как множество рыбы погибло в результате его поведения. Мучимый совестью Иван решает уехать и передаёт пост инспектора обратно Сергею, который, узнав о произошедшем, уходит из больницы раньше срока и раздосадованно принимается исправлять ошибки брата. На вокзале Влюбчивый рассказывает Ивану, что его вид рыбы передох, как только завод перестал выпускать в реку грязную воду, и в ней появилась вода чистая. Случайно узнав в поезде о личностях браконьеров, Иван проникает в их тайный подвал с целью отдать их под суд, но браконьеры связывают его и оставляют в подвале, а сами сбегают с икрой, уже расфасованной по банкам. Катя и его помощники Батурин и Коля находят и освобождают его. Вернувшись в Москву, Иван чувствует, что он сильно изменился морально и больше не может жить, как раньше. И вдруг его знакомые приводят к нему в гости главного браконьера, не зная, что они с Иваном уже встречались. Браконьер понимает, к кому его привели, и от изумления покорно позволяет Ивану связать себе руки. Пока тот везёт его в милицию, браконьер пытается договориться с ним. Иван отвечает, что он обязательно будет договариваться с «нужными людьми»… в суде.

## В ролях
| Актёр                | Роль                                                                                  |
| -------------------- | ------------------------------------------------------------------------------------- |
| Леонид Куравлёв      | Иван Сергеевич Кашкин / Сергей Сергеевич Кашкин (роль Сергея озвучивал Юрий Саранцев) |
| Татьяна Пельтцер     | Любовь Тимофеевна (тётя Люба)                                                         |
| Алла Мещерякова      | жена Сергея Кашкина Вера                                                              |
| Светлана Светличная  | подруга Ивана Кашкина Валя                                                            |
| Юрий Медведев        | браконьер Степан                                                                      |
| Валерий Носик        | браконьер Гриша                                                                       |
| Роман Ткачук         | браконьер Егор Егорович Пантюхов                                                      |
| Евгений Шутов        | общественный инспектор Батурин                                                        |
| Илья Рутберг         | заведующий лабораторией Илья Петрович Bлюбчивый                                       |
| Валентина Карева     | Катя (Екатерина Михеевна Фёдорова)                                                    |
| Родион Александров   | клиент Ивана Кашкина                                                                  |
| Вера Бурлакова       | секретарь директора химкомбината                                                      |
| Эммануил Геллер      | швейцар Егорыч                                                                        |
| Николай Горлов       | отец Кати Михей Иванович                                                              |
| Юрий Ильянов         | начальник районного Рыбнадзора                                                        |
| Леонид Иудов         | колхозный бригадир                                                                    |
| Людмила Карауш       | подруга Сани Жаклин                                                                   |
| Юрий Леонидов        | корреспондент из районной газеты                                                      |
| Игорь Меркулов       | ученик 8 «Б» класса, общественный инспектор Коля Ивакин                               |
| Григорий Михайлов    | министр Кондрат Архипович Михалев                                                     |
| Павел Махотин        | директор Новостарского химкомбината                                                   |
| Николай Сморчков     | лейтенант милиции                                                                     |
| Ян Янакиев           | любитель бани, сообщник браконьеров Сыроежкин                                         |
| Александр Шворин     | приятель Кашкина Саня                                                                 |
| Михаил Бочаров       | любитель бани (нет в титрах)                                                          |
| Алексей Ванин        | любитель бани (нет в титрах)                                                          |
| Валериан Виноградов  | любитель бани (нет в титрах)                                                          |
| Александра Данилова  | проводница (нет в титрах)                                                             |
| Лидия Драновская     | посетительница в приёмной директора (нет в титрах)                                    |
| Нина Захарова        | зрительница (нет в титрах)                                                            |
| Любовь Калюжная      | соседка (нет в титрах)                                                                |
| Андрей Карташов      | любитель бани (нет в титрах)                                                          |
| Юрий Киреев          | главврач (нет в титрах)                                                               |
| Пётр Кононыхин       | банщик (нет в титрах)                                                                 |
| Александр Коняшин    | рыбак (нет в титрах)                                                                  |
| Юрий Легков          | любитель бани (нет в титрах)                                                          |
| Виктор Маркин        | зритель в антракте концерта (нет в титрах)                                            |
| Юрий Мартынов        | посетитель (нет в титрах)                                                             |
| Виктор Махмутов      | мужчина в консерватории (нет в титрах)                                                |
| Юрий Потёмкин        | любитель бани (нет в титрах)                                                          |
| Владимир Протасенко  | любитель бани с нейлоновым веником (нет в титрах)                                     |
| Александр Пятков     | турист (нет в титрах)                                                                 |
| Галина Самохина      | фельдшер (нет в титрах)                                                               |
| Иван Турченков       | вахтер Кузьмич (нет в титрах)                                                         |
| Надежда Чередниченко | зрительница в театре (нет в титрах)                                                   |
| Георгий Шаповалов    | дядя Жора (нет в титрах)                                                              |

## Съёмочная группа
- авторы сценария — Григорий Горин, Александр Серый
- режиссёр-постановщик — Александр Серый
- оператор-постановщик — Виктор Листопадов
- художник-постановщик — Георгий Турылёв
- художник по костюмам — Лидия Нови
- композитор — Геннадий Гладков
- звукооператор — Владимир Крачковский

## Критика
Кинокритик Виктор Дёмин отметил, что в картине «преобладают сатирические, саркастические тона».
Кинокритик Юлий Смелков посетовал, что комедия нравов в фильме слишком быстро превращается в комедию положений: «В начале фильма Ваня Кашкин — социальное явление, потом герой комедии положений; при том, что во второй его ипостаси нет, разумеется, ничего плохого, первая всё же предпочтительнее, художественно интереснее».